# Estação Industriales
A Estação Industriales é uma das estações do Metrô de Medellín, situada em Medellín, entre a Estação Exposiciones e a Estação Poblado. Administrada pela Empresa de Transporte Masivo del Valle de Aburrá Limitada (ETMVA), faz parte da Linha A.
Foi inaugurada em 30 de novembro de 1995. Localizada no cruzamento da Autopista Regional com a Rua 29, a estação situa-se em uma das margens do Rio Medellín. Atende o bairro Colombia, situado na comuna de El Poblado.

## Localização
A estação se encontra no centro-sul do município de Medellín, próxima à sede do Bancolombia, da Ponte de Argos e do Morro Nutibara. Localizada junto ao Rio Medellín, segue pela Avenida 30, uma importante via que atravessa a cidade de leste a oeste comunicando os bairros de El Poblado a Belén. É a estacão mais próxima à Unidad Deportiva de Belen (Unidade Esportiva de Belém).